# Morti nel 1317
| Questa pagina contiene informazioni ricavate automaticamente dalle voci biografiche con l'ausilio del template Bio e di un bot. L'aggiornamento è periodico e automatico e ricostruisce completamente la pagina. Se manca una persona in questa lista, sei pregato di non aggiungerla, ma accertati piuttosto che la sua voce biografica contenga il template Bio e che i dati anagrafici siano correttamente compilati. Se il template Bio manca, inseriscilo tu stesso o, in alternativa, metti l'avviso {{tmp\|Bio}} che ne segnala la mancanza. Se i dati riportati sono sbagliati, correggi direttamente la voce biografica; le modifiche saranno visibili in questa lista entro pochi giorni. Per chiarimenti vedi il progetto biografie. La lista contiene solo le 27 persone che sono citate nell'enciclopedia e per le quali è stato implementato correttamente il template Bio. Pagina aggiornata al 13 gen 2025. |

- 13 gennaio - Jean d'Auxois, vescovo francese
- 7 febbraio - Roberto di Clermont, conte (n. 1256)
- 16 aprile - Guglielmo Gnoffi, religioso italiano (n. 1256)
- 17 aprile - Gerardo Sereni, religioso e teologo italiano (n. 1255)
- 20 aprile - Agnese di Montepulciano, religiosa italiana
- 16 maggio - Francesco Caetani, cardinale italiano
- 13 giugno - Giacomo de Via, vescovo cattolico e cardinale francese
- 19 luglio - Raymond de Saint-Sever, cardinale francese
- 14 agosto - Arnaud Nouvel, cardinale e docente francese
- 14 agosto - Bernard de Castanet, cardinale francese
- 12 settembre - Arnaud de Faugères, cardinale e arcivescovo cattolico francese
- 21 settembre - Viola di Teschen, principessa polacca
- 8 ottobre - Fushimi, imperatore giapponese (n. 1265)
- 14 ottobre - Malatestino I Malatesta, condottiero italiano
- 9 novembre - Manfredi di Trinacria, duca (n. 1306)
- 13 novembre - Yab-Alaha III, vescovo cristiano orientale siro (n. 1245)
- 24 dicembre - Jean de Joinville, cavaliere medievale e biografo francese
- Gano di Fazio, scultore italiano
- Giovanna di Toucy, nobildonna francese
- Mangrai, condottiero (n. 1238)
- Giovanni I Orsini, nobile italiano
- Roberto di Borgogna, conte (n. 1300)
- Roberto VI d'Alvernia, conte
- Salvino degli Armati, inventore italiano
- Opizzino Spinola, politico italiano
- Violante di Monferrato, imperatrice bizantina (n. 1274)
- Tolberto III da Camino, nobile e politico italiano (n. 1263)